# Mansuet Versbach
Mansuet Ritter Versbach von Hadamar (ur. 26 lipca 1845 w Wiedniu, zm. 9 grudnia 1912 tamże) – generał piechoty (niem. General der Infanterie) cesarskiej i królewskiej Armii, w latach 1908-1912 komendant 2. Korpusu w Wiedniu.

## Życiorys
Po ukończeniu Terezjańskiej Akademii Wojskowej w 1864 roku, został przydzielony do służby w 63. Pułku Piechoty. W trakcie wojny prusko-austriackiej uczestniczył w walkach z Piemontczykami na froncie południowym. Po zakończeniu konfliktu uczęszczał do Szkoły Wojennej w Wiedniu, a w 1872 roku, po awansie na porucznika (niem. Oberleutnant), rozpoczął służbę w Sztabie Generalnym. W 1878, jako oficer w 7. Dywizji Piechoty, wkroczył wraz z innymi jednostkami Armii Austro-Węgier do Bośni i Hercegowiny. Następnie, w stopniu kapitana (niem. Hauptmann) służył w dowództwie wojsk okupacyjnych w Sarajewie. W 1886 roku awansował na majora i został przydzielony do sztabu 27. Dywizji Piechoty. Dwa lata później, już jako podpułkownik (niem. Oberstleutnant) objął dowództwo nad 16. Batalionem Jegrów, który wchodził w skład 39. Pułku Piechoty. W latach 1896-1899 został szefem I Departamentu Ministerstwa Wojny Austro-Węgier. Od 1903 roku, w stopniu Feldmarschalleutnant dowodził kolejno 44. Dywizją Landwehry i 13. Dywizją Landwehry. W 1908 roku został mianowany dowódcą 2. Korpus w Wiedniu, w stopniu generała piechoty. Od 1908 roku był również szefem 92. Pułku Piechoty.

## Odznaczenia
Odznaczenia gen. Versbacha to między innymi:
- Krzyż Wielki Orderu Franciszka Józefa
- Kawaler Orderu Leopolda
- Kawaler Orderu Korony Żelaznej III klasy
- Krzyż Zasługi Wojskowej z dekoracją wojenną
- Medal Zasługi Wojskowej na wstędze Krzyża Wojskowego
- Medal Wojenny
- Tyrolski Medal Obrony Narodowej
- Odznaka za Służbę Wojskową II klasy
- Medal Jubileuszowy Pamiątkowy dla Sił Zbrojnych i Żandarmerii
- Krzyż Jubileuszowy Wojskowy
- Krzyż Wielki Orderu Orła Czerwonego (Prusy)
- Wielki Krzyż Orderu Korony (Belgia)
- Wielka Wstęga Orderu Świętego Skarbu (Japonia)
- Złote Promienie ze Wstęgą Orderu Świętego Skarbu (Japonia)
- Komandor Krzyża Wielkiego Orderu Miecza (Szwecja)
- Krzyż Wielki Orderu Zbawiciela (Grecja)
- Krzyż Wielki Orderu Gwiazdy Rumunii (Rumunia)
- Krzyż Wielki Orderu Lwa Zeryngeńskiego (Badenia)
- Komandor Orderu Fryderyka z gwiazdą (Wirtembergia)
- Kawaler Legii Honorowej (Francja)